# Czebaczek amurski
Czebaczek amurski, kiełb amurski (Pseudorasbora parva) – gatunek słodkowodnej ryby z rodziny karpiowatych (Cyprinidae).

## Występowanie
Zbiorniki wody stojącej lub wolno płynącej w Azji Południowo-Wschodniej. W Polsce introdukowany przypadkowo w 1990 roku, z materiałem zarybieniowym karpia. Do 2000 roku zasiedlił większość nizinnych rzek Polski.

## Opis
Ciało wydłużone, bocznie spłaszczone, srebrzyste do żółto-zielonego. Otwór gębowy w położeniu górnym, bez wąsików. Łuski duże, srebrzyście lśniące.
Czebaczki osiągają długość 7–11 cm, samice są nieco większe od samców. Dymorfizm płciowy słabo zaznaczony. Żywią się planktonem zwierzęcym, owadami, ikrą i małymi rybami.

## Gatunek inwazyjny
W Polsce jest inwazyjnym gatunkiem obcym, uznany został za zagrażający gatunkom rodzimym (konkurencja i wypieranie). W myśl „Regulaminu PZW” na terenie Polski obowiązuje zakaz wypuszczania na wolność czebaczka amurskiego po jego złowieniu.